# Vila Cova (Barcelos)
Vila Cova é uma povoação portuguesa do Município de Barcelos que foi sede da extinta Freguesia de Vila Cova, freguesia que tinha cerca de 12,45 km² de área e 2 030 habitantes (2011).
A Freguesia de Vila Cova foi extinta em 2013, no âmbito de uma reforma administrativa nacional, tendo sido agregada à Freguesia de Feitos, para formar uma nova freguesia denominada União das Freguesias de Vila Cova e Feitos da qual é sede.
A localidade distancia-se do centro urbano de Barcelos por dez quilómetros e aproximadamente oito de Esposende, sendo o seu território limitado pela E.N. 103 (Barcelos-Viana) e pela E.N. 103-1 (Barcelos-Esposende).

## População
| População da freguesia de Vila Cova (1864 – 2011) | População da freguesia de Vila Cova (1864 – 2011) | População da freguesia de Vila Cova (1864 – 2011) | População da freguesia de Vila Cova (1864 – 2011) | População da freguesia de Vila Cova (1864 – 2011) | População da freguesia de Vila Cova (1864 – 2011) | População da freguesia de Vila Cova (1864 – 2011) | População da freguesia de Vila Cova (1864 – 2011) | População da freguesia de Vila Cova (1864 – 2011) | População da freguesia de Vila Cova (1864 – 2011) | População da freguesia de Vila Cova (1864 – 2011) | População da freguesia de Vila Cova (1864 – 2011) | População da freguesia de Vila Cova (1864 – 2011) | População da freguesia de Vila Cova (1864 – 2011) | População da freguesia de Vila Cova (1864 – 2011) |
| ------------------------------------------------- | ------------------------------------------------- | ------------------------------------------------- | ------------------------------------------------- | ------------------------------------------------- | ------------------------------------------------- | ------------------------------------------------- | ------------------------------------------------- | ------------------------------------------------- | ------------------------------------------------- | ------------------------------------------------- | ------------------------------------------------- | ------------------------------------------------- | ------------------------------------------------- | ------------------------------------------------- |
| 1864                                              | 1878                                              | 1890                                              | 1900                                              | 1911                                              | 1920                                              | 1930                                              | 1940                                              | 1950                                              | 1960                                              | 1970                                              | 1981                                              | 1991                                              | 2001                                              | 2011                                              |
| 1 278                                             | 1 090                                             | 1 313                                             | 1 224                                             | 1 293                                             | 1 266                                             | 1 454                                             | 1 620                                             | 1 793                                             | 1 784                                             | 1 918                                             | 2 123                                             | 2 100                                             | 1 970                                             | 2 026                                             |